# وقتی مهمونی تموم میشه
«وقتی مهمونی تموم میشه» (به انگلیسی: When the Party's Over) یک آهنگ اثر خواننده آمریکایی بیلی آیلیش است. این آهنگ در ۱۷ اکتبر ۲۰۱۸ توسط دارک‌روم و اینتراسکوپ رکوردز منتشر شد. این آهنگ دومین تک‌آهنگ آلبوم وقتی همه می‌خوابیم، کجا می‌ریم؟ است.

## نماهنگ
نماهنگ آن در ۲۵ اکتبر ۲۰۱۸ منتشر شد. کارگردان این نماهنگ کارلوس لوپز استرادا است.